# Karl Ludwig Wilhelm Daniel Draudt
Karl Ludwig Wilhelm Daniel Draudt (* 6. Juni 1810 in Lich; † 21. Januar 1896 in Darmstadt) war ein hessischer Hofgerichtsrat und Abgeordneter der 2. Kammer der Landstände des Großherzogtums Hessen.
Karl Ludwig Wilhelm Daniel Draudt war der Sohn des Regierungsadvokaten in Braunfels, Prokurators in Lich, Stifts-Syndicus, Notar und Amtmanns zu Nieder-Weisel Carl Ludwig Daniel Draudt (1763–1846) und dessen Ehefrau Anna Magdalena geborene Rauch (1773–1854) aus Laubach. Draudt, der evangelischer Konfession war, heiratete am 16. September 1841 in Wiesbaden Luise geborene Lex (* 4. Februar 1819 in Wiesbaden; † 4. Juli 1892 in Darmstadt), der Tochter des Karl Ludwig Lex und der Wilhelmine Marie Henriette Koch. Aus der Ehe gingen folgende Kinder hervor:
- Bertha Beck, geborene Draudt (1845–1909), verheiratet mit dem Industriellen Ludwig Georg Beck
- Karl Friedrich Draudt (* 5. August 1842), Medizinalrat, zu Darmstadt
- August Karl Draudt (* 18. Januar 1846), Generalleutnant, zu Darmstadt

Karl Ludwig Wilhelm Daniel Draudt studierte ab 1826 Rechtswissenschaften an der Universität Gießen und legte 1834 die Staatsprüfung ab. Danach war er ab 1835 am Landgericht Lich und an 1837 am Landgericht Hungen tätig. Seit 1850 war er Assessor, seit 1853 Hofgerichtsrat am Hofgericht Darmstadt. 1860 wurde er Oberappellations- und Kassationsgerichtsrat am Oberappellationsgericht Darmstadt. 1859 bis 1876 war er gleichzeitig Spezialdirektor der Feuerversicherungsgesellschaft Deutscher Phönix. 1879 wurde er pensioniert. 
Von 1866 bis 1872 gehörte er der Zweiten Kammer der Landstände an. Er wurde für den Wahlbezirk Oberhessen 4/Hungen und dann Oberhessen 8/Laubach-Schotten gewählt.
Draudt war daneben seit 1856 im Vorstand des Elisabethenstifts zu Darmstadt, seit 1866 Vorsitzender des Historischen Vereins für das Großherzogtum Hessen und Verfasser historischer Abhandlungen.

## Werke
- Zur Münzgeschichte des Hauses Solms, 1868
- Verzeichnis der Äbte zu Arnsburg, 1870
- Das Kloster Michelstadt-Steinbach im Odenwald, 1874
- Das Reichsschloß Kalsmunt, 1876
- Die Familie von Bellersheim, 1880
- Die Grafen von Nüring, 1883
- Umfang und Grafen des Niddagaus, 1883